# Tysklands Grand Prix 1999
Tysklands Grand Prix 1999 var det tionde av 16 lopp ingående i formel 1-VM 1999.

## Resultat
1. Eddie Irvine, Ferrari, 10 poäng
2. Mika Salo, Ferrari, 6
3. Heinz-Harald Frentzen, Jordan-Mugen Honda, 4
4. Ralf Schumacher, Williams-Supertec, 3
5. David Coulthard, McLaren-Mercedes, 2
6. Olivier Panis, Prost-Peugeot, 1
7. Alexander Wurz, Benetton-Playlife
8. Jean Alesi, Sauber-Petronas
9. Marc Gené, Minardi-Ford
10. Luca Badoer, Minardi-Ford
11. Johnny Herbert, Stewart-Ford (varv 40, växellåda)

### Förare som bröt loppet
- Pedro de la Rosa, Arrows (varv 37, snurrade av)
- Mika Häkkinen, McLaren-Mercedes (25, däck)
- Alessandro Zanardi, Williams-Supertec (21, differential)
- Ricardo Zonta, BAR-Supertec (20, motor)
- Toranosuke Takagi, Arrows (15, motor)
- Damon Hill, Jordan-Mugen Honda (13, bromsar)
- Jarno Trulli, Prost-Peugeot (10, motor)
- Giancarlo Fisichella, Benetton-Playlife (7, upphängning)
- Rubens Barrichello, Stewart-Ford (6, hydraulik)
- Jacques Villeneuve, BAR-Supertec (0, kollision)
- Pedro Diniz, Sauber-Petronas (0, kollision)